# 都市人類學
都市人類學（英語：Urban anthropology）是人類學的一個分支，聚焦於都市區域的文化與社會過程。
人類學之中，都市人類學是一門相對新穎的次學科，它經常關注都市化、 貧窮與新自由主義等議題。烏爾夫·翰納茲引述一段在1960年代的論述，說人類學家：「具有害怕陌生環境的惡名，他們顯然是反都市」。在西方世界以及第三世界（人類學家習慣上的關注焦點）所發生的各種不同的社會過程，吸引了關注「異文化」的人類學家，將其研究更貼近他們的家鄉。

## 概述
都市人類學受到社會學影響極深。在社會學與人類學之間的傳統區別在於，一般認定社會學是對於文明人群的研究，人類學則是對原始人群的研究。此外，這兩個學科之間也具有方法論上的差異—社會學家一般研究較大的人群樣本，而人類學家依賴一群為數較少的報導人，跟他們具有較深厚的關係。.
然而，隨著人類學對於都市的興趣逐漸增加，在這兩個學科的研究方法與研究主題開始混合，導致某些人質疑都市社會學與都市人類學之間的差異何在。這兩個領域之間的界線，隨著概念與方法論的交流而模糊，這對兩個學科都有益處與進展。然而，一個重要差異在於都市社會學經常研究較大型的複雜社會，而都市人類學研究較小型的社會。 
有幾個營利與非營利組織從事都市人類學工作。最廣為人知的非營利組織是「都市人類學」。

## 引用文獻
1. ↑  Ulf Hannerz (1980), p.1
2. ↑  Basham, Richard. Urban Anthropology, The Cross-Cultural Study of Complex Societies. Palo Alto, CA: Mayfield Publishing Company, 1978. p 11.
3. ↑  .   [2010-10-20]. （原始内容存档于2020-01-20）.

## 進階閱讀
- Basham, Richard (1978) Urban Anthropology. The Cross-Cultural Study of Complex Societies.  Mayfield Publishing Company.
- Fox, Richard G. (1977)Urban Anthropology. Cities in their Cultural Settings, Prentice-Hall.
- Ulf Hannerz (1980) Exploring the City: Inquiries Toward an Urban Anthropology, ISBN 0231083769
- Gregory Eliyu Guldin, Aidan William Southall (eds.) (1993) Urban Anthropology in China, ISBN 9004081011
- Jacqueline Knörr (2007) Kreolität und postkoloniale Gesellschaft. Integration und Differenzierung in Jakarta, Frankfurt & New York: Campus Verlag, ISBN 978-3-593-38344-6